# Misztótfalusi Kis Miklós
Misztótfalusi Kis Miklós (Alsó-Misztótfalu, 1650 – Kolozsvár, 1702. március 20.), magyar nyomdász, betűmetsző.

## Életpályája

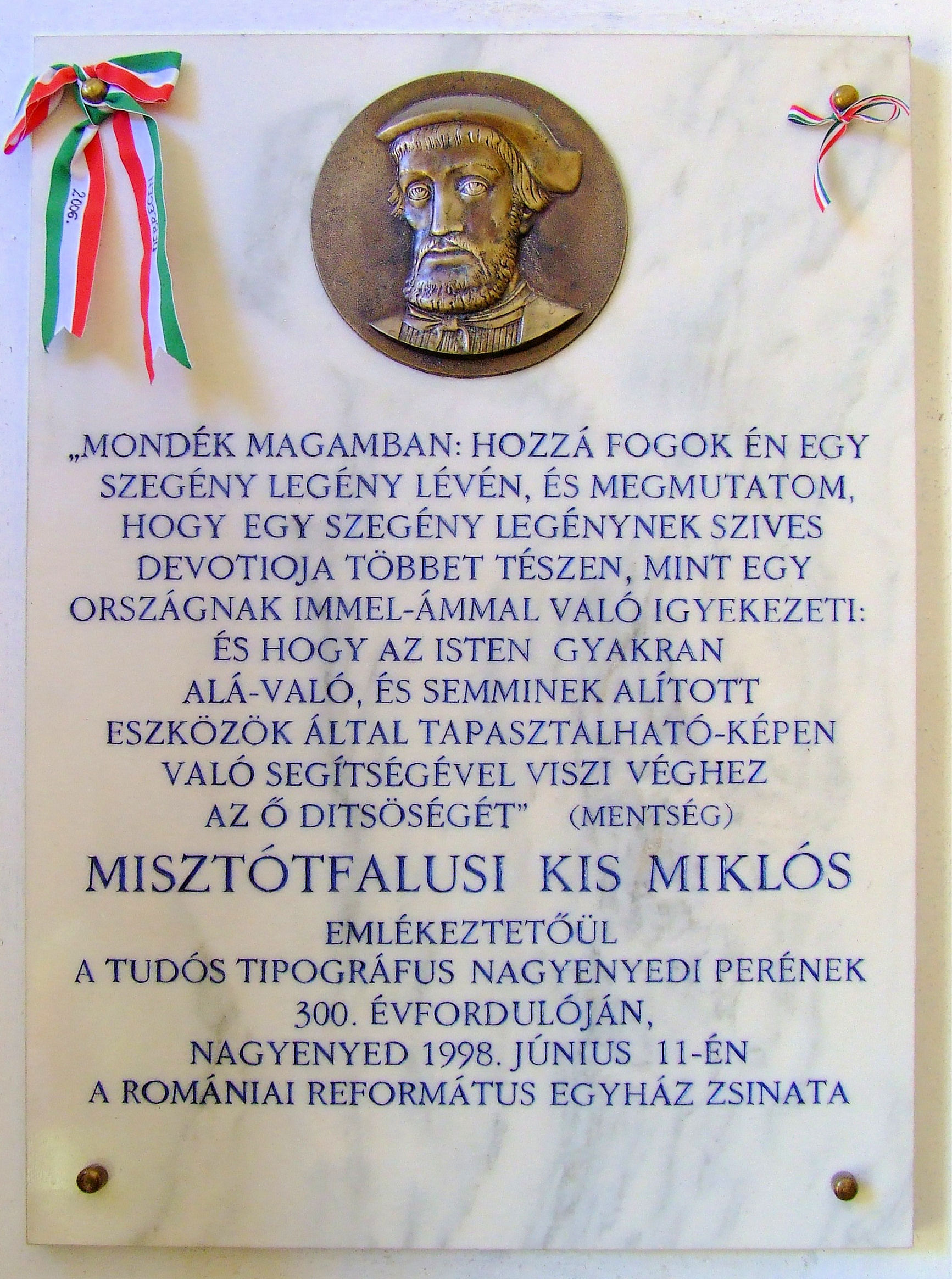
Emléktáblája Nagyenyeden

Iskoláit szülőfalujában kezdte, 1662-től Nagybányán, 1666-tól pedig Nagyenyeden folytatta, ahol praeceptori, contrascribai és seniori tisztet is viselt. 1677-ben lektornak ment Fogarasra; innen három év múlva ismereteinek gyarapítása és egy új Biblia nyomásának felügyelete végett külföldre ment. Teológiai tanulmányainak folytatása helyett azonban Amszterdamban kizárólag a könyvnyomtatás mesterségét kezdte tanulni, melyet művészetté fejlesztve sajátított el. 1686-ra az 1645. évi amszterdami kiadású magyar nyelvű Bibliát adta ki saját költségén 3500 példányban, úgy a maga egészében (1684), mint belőle külön a Zsoltárokat és külön az Újszövetséget is közel 4500 példányban. A Blaeu-nyomdában betűmetszéssel és betűöntéssel foglalkozva még három évet töltött Amszterdamban. 1689 őszén visszaindult hazájába. 1690-ben megtelepedett Kolozsváron, ahol 1693-ban nyomdát alapított. Csaknem kezdettől fogva haláláig könyvek kiadásával, valamint azok javításával és bővítésével foglalkozott.
Helyi megrendeléseket követően megbízásokat kapott Lengyelországból, Németországból és Svédországból, Angliából, dolgozott a grúz fejedelemnek, Cosimo de’ Medici toszkánai hercegnek, a Vatikánnak, a bécsi jezsuitáknak, örményeknek, kínaiaknak is. Az ő nevéhez fűződik az első magyar nyomtatott szakácskönyv kiadása, amiben 213 recept van. Életművének része a Janson néven ma is ismert betűtípus, amely az amszterdami tartózkodása végeztével értékesített betűkészletéből származik.
Cosimo de’ Medici az ő műhelyében rendelte meg firenzei új nyomdájának teljes betűkészletét. Antikva latin betűin kívül, amit róla neveztek el, megbízást kapott egyéb betűtípusok metszésére is. Tervezett héber, görög és örmény betűket és elkészítette az első grúz nyomtatott ábécét.

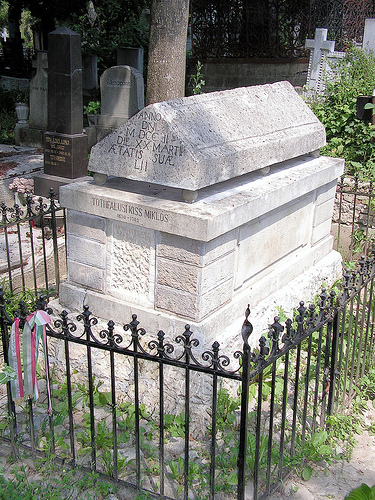
Sírja a házsongárdi temetőben

Mint a református egyház nyomdáinak kezelője, sokat fáradozott a latin iskolai tanítási nyelvnek magyarra való fölcserélésén, amivel, és Apologia Bibliorum című művével maga ellen zúdította a református papság és a professzorok nagyobb részét. Mivel a Bibliában helyesírási és egyéb kisebb javításokat végzett, azzal vádolták, hogy annak a szövegét meghamisította. A folytonos vádaskodások 1698-ban Mentség című könyve megírására késztették, azonban még ebben az évben a zsinat elé idézték, mely arra kényszerítette őt, hogy Apologiáját és Mentségét visszavonja.

## Az ő nyomdájában készült művek (válogatás)
- Szent Biblia (Amszterdam, 1683)
- Psalterium (1683)
- Hymnarium (1685)
- Szent Biblia (Debrecen, 1685)

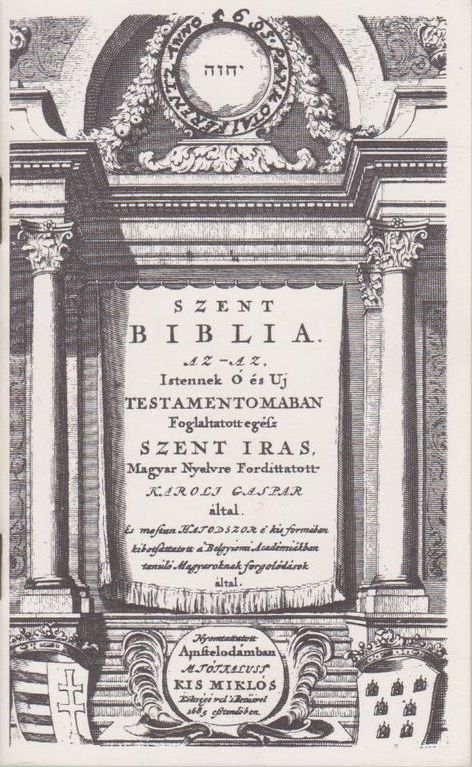
Amszterdami kiadású magyar nyelvű Bibliája, 1685

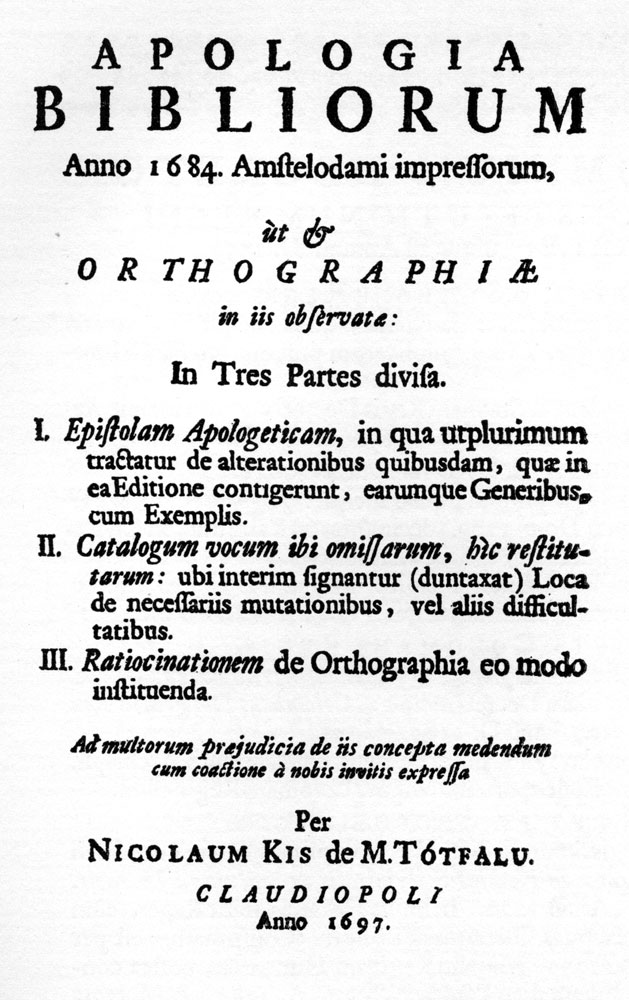
A Biblia védelmezése, Kolozsvár, 1697.

- Haller János: Hármas Istoria (1695)
- A genevai szent gyülekezetnek Katechismusa, (fordítás, Kolozsvár, 1695)
- Szent Dávid királynak soltári (1686)
- Újtestamentom (1687)
- Retractatio (Kolozsvár, 1698)
- Szakáts mesterségnek könyvetskéje (1698)
- Werbőczi István: Tripartitum (1698)
- Emmanuelis Alvari: E Societate Jesu (1699)
- Szent Siklus (1700)
- Historia Sacra (1701)
- Szenczi Molnár Albert: Discursus de summo Bono, a' leg-főbb jóról… (1701)
- Nyéki Vörös Mátyás: A földi részeg szerencsének és ditsőségnek állhatatlan lakodalmában tombolók jóra intő tsengetyűje… (1701)
- Summa Controversiarum Theologicarum (1701)
- Fundamenta Theologiæ Didascalicæ (1701)
- Páriz Pápai Ferenc: Életnek könyve (1702)
- Garizim és Ébál (1702)

## Művei
Misztótfalusi Kis Miklós által írt (és nyomtatott) művek:
- Siralmas Panasz; Istennek Kolozsváron fekvő nagy haragjáról, abból származott egynéhány súlyos ostoriról, és annak nevezetesen az 1697. Esztendőben, Pünköst Havának 6-dik napján iszonyú tüzzel való megpusztításáról. Mellyben e Városnak siralmas sorsának lerajzolását és a megtérésre való Intést Istenhez nyújtott áhitatos Könyörgő Ének rekeszti-bé. Emlékezetnek okaért irattatott M. Tót falusi K. Miklós által (Kolozsvár, 1697)
- Kegyességgel, Betsülettel, közönséges Munkával érdemlett igazság koronája (Bethlen Elek halálára írt gyászversek). Mellette külön czímlappal: «Ehez adattatik egy közönséges halotti oratio» (Kolozsvár, 1697)
- Apologia Bibliorum Anno 1684. Amstelodami impressorum, út & Orthographiae in iis observatae … (Claudiopoli, 1697)
- Maga személyének, életének, és különös tselekedetinek Mentsége. Mellyet Az Irígyek ellen kik a közönséges Jónak eránt meggátolói, irni kénszeríttetett (Kolozsvár, 1698)
- Erdélyi féniks. Misztótfalusi Kis Miklós öröksége; tan., jegyz. Jakó Zsigmond, versford. Tóth István; Kriterion, Bukarest, 1974
- Tótfalusi Kis Miklós halotti kártája; tan. Tolnai Gábor, Haiman György, latin szöveggond. Kulcsár Péter, ford. Jakó Zsigmond, Tóth István, Weöres Sándor; hasonmás kiad.; Akadémiai, Budapest, 1978
- Apologia Bibliorum. Kolozsvár, 1697. Hasonmás és fordítása magyar nyelvre; előszó Makkai László, ford. Fekete Csaba; Református Zsinati Iroda, Budapest, 1985
- Tótfalusi Kis Miklós Mentsége; szerk., tan., jegyz. Haiman György, szöveggond. Szelestei N. László, közrem. Jakó Zsigmond; Helikon, Budapest, 1987
- Erdélyi féniks. Tótfalúsi Kis Miklós avagy Profes. Pápai P. Ferentznek a 'könyv nyomtatás' mesterségének találásáról, és folytatásáról, a 'Tótfalusi Kis Miklós' emlékezetére irott versei, mellyeket szükséges és emlékezetes dolgokkal bövitvén ki-botsátani kivánt F. Tsernátoni Bod Péter; A Magyar Nyelv és Kultúra Nemzetközi Társasága – Anyanyelvi Konferencia, Budapest, 2002
- M. Tótfalusi K. Miklosnak maga személyének, életének, és különös tselekedetinek mentsége; utószó Tolnai Gábor; hasonmás kiad.;  Gyomai Kner, Gyomaendrőd, 2002
- Szakats mesterségnek könyvetskéje. Mellyben külömbkülömbféle válogatott tzifra, jó, egésséges, hasznos, tiszta és szapora étkeknek megkészítése, sütése és fözése, mintegy élés-kamarában, rövideden leirattatik, és kinek-kinek hasznára leábrázoltatik; hasonmás kiad.; Kossuth, Budapest, 2003 (Amor librorum)
- Számvetés a helyesírásról / Ratiocinatio de orthographia; ford. Fekete Csaba, átdolg., előszó, jegyz. C. Vladár Zsuzsa; hasonmás kiad.; ELTE Magyar Nyelvtudományi és Finnugor Intézet–Magyar Nyelvtudományi Társaság, Budapest, 2011 (A Magyar Nyelvtudományi Társaság kiadványai)

## Emlékezete
A nyomdász-író jelentőségére már kortársai felfigyeltek. Amikor Amszterdamba ment a nyomdászat titkait eltanulni, Bethlen Miklós azzal biztatta: "Csak lopd el Hollandiának mesterségeit és tsináljunk Erdélyből egy kis Hollandiát", s a misztótfalusi jövevényből az idegenben olyan mester lett, akitől a georgiai fejedelem, a toscanai herceg, sőt a Vatikán is betűket rendelt. A maga elé tűzött hivatás, hogy az elmaradt erdélyi magyar parasztság műveltségét emelje, hazahozta Kolozsvárra, ahol nyomdát állított fel. Ha itthon alul is maradt küzdelmeiben, enyedi kollégista társa, Pápai Páriz Ferenc versben búcsúztatta halálakor, s ezt Erdélyi Féniks Tótfalusi Kis Miklós... c. alatt Bod Péter 1767-ben ki is adta Nagyenyeden.
Németh László drámája, az Eklézsiamegkövetés (1946) Misztótfalusi tragédiáját dolgozta fel. Válogatás jelent meg műveiből Tordai Zádor bevezetőjével (1954); Jancsó Elemér Misztótfalusi Kis Miklós öröksége címmel írt róla az Utunkban (1954/10); Szabó Lajos Mentség c. drámában elevenítette fel a közel három évszázados nyomdász-tragédiát (1955), a darab azonban csak jóval később került színre Temesvárt, amikor is a főhőst Sinka Károly, Pápai Páriz Ferencet Fábián Ferenc és Bethlen Miklóst Mester András játszotta (1970).
Az 1970-es évek elején a Papír- és Nyomdaipari Műszaki Egyesület a kiemelkedő teljesítményt nyújtó könyvművészek, tipográfusok, grafikusok számára Tótfalusi Kis Miklós-díjat alapított a tiszteletére.
A Misztótfalusi Kis Miklós emlékezete folytonosságának új szakaszát nyitotta meg az értékes örökséget feltáró Erdélyi féniks (1974) c. kötet Jakó Zsigmond bevezetésével és jegyzeteivel, melyek a híres nyomdász helyét tisztázzák a magyar művelődéstörténetben. A kötet szerkesztőjét előadásra hívta meg a nagybányai magyar szabadegyetem (1978); a szülőfaluban irodalmi múzeum alakult Molnár József református lelkész fáradozásai nyomán. Ennek a gyűjteménynek 1990 óta lelkes adományozója támadt Molnár József nyomdász-író, a müncheni új Látóhatár szerkesztőjének személyében, aki Tótfalusi Kis Miklós firenzei betűinek nyomában c. alatt lapjában szakmailag illusztrált és nemzetközi bibliográfiával ellátott tanulmányban tárta fel neves elődje nyomdaművészeti jelentőségét. Az általa egész Európából összegyűjtött anyag átadására és a régi parókia épületében elhelyezett, megújított múzeum avatására 1991. szeptember 7-én került sor Misztótfaluban. A múzeum falára emléktábla került, s az adományozó felolvasta Misztótfalutól a világhírig c. írását. A müncheni adományt Sütő András köszönte meg, s Bálint Tibor értékelte az örökséget, amely "csiszoltabb anyanyelvhez juttatott, Európához segített közelebb bennünket". A szimpóziumon Jakó Zsigmond és Szíj Rezső könyvtörténész is előadott.
A felújult Misztótfalusi Kis Miklós emlékezete szellemében a Helikon Szöveggyűjtemény rovatában tett közzé anyagot (1991/8), a Korunk pedig magyar fordításban jelentette meg Horst Heiderhoff A betűművész Kis Miklós modern felfedezése c. tanulmányát (1992/6).
Ugyancsak 1991-ben Misztótfalusi Kis Miklós Közművelődési Egyesület alakult Nagybányán, a város és a vidék művelődésének fellendítésére. Az Egyesület, amelynek elnöke Pohl Antal, majd Dávid Lajos, szerepet vállalt az évenkénti koltói Petőfi-nap, a nagysomkúti Szilágyi Domokos-, a koltói Teleki Sándor-évfordulók megszervezésében, a környék magyar művelődési együtteseinek támogatásában, egy nagybányai EMKE-könyvtár és EMKE-otthon létrehozásában, egy nagybányai EMKE-füzetek c. könyvsorozat kiadásában.

### Nyomtatásban megjelent anyagok
- Dézsi Lajos, Magyar író és könyvnyomtató a XVII. században, 1899
- Ligeti Ernő: M. K. M. Közli Erdélyi Csillagok. Kv. 1935
- Szij Rezső: Misztótfalusi Kis Miklós; Főiskolai Ny., Pápa, 1937
- Kodály Zoltán, Mentség, Magyar Szemle, 1940
- Szij Rezső: Misztótfalusi Kis Miklós; Turul, Budapest, 1943 (Turul könyvek)
- Musnai László: Misztótfalusi Kis Miklós aranyos Bibliája; Bethlen Ny., Nagyenyed, 1947 (A Bethlen-nyomda iratterjesztése 1. sor. Bibliai füzetek)
- Tótfalusi Kis Miklós Válogatott Művei. Tordai Zádor bevezetőjével. 1954
- A betű mestere. Emlékezés Tótfalusi Kis Miklós életművére; Magyar Helikon, Budapest, 1965
- Haiman György, Tótfalusi Kis Miklós, a betűművész és a tipográfus, 1972
- Jancsó Elemér: M. K. M. öröksége. Utunk 1954/40.
- Szabó Lajos: Mentség. Színmű. 1956
- Erdélyi féniks. M. K. M. öröksége. Bevezeti és jegyzetekkel közzéteszi Jakó Zsigmond, 1974
- Haiman György, Tolnai Gábor, Tótfalusi Kis Miklós halotti kártája és az alkalmi nyomtatványok, 1978
- Dán Róbert, Tótfalusi Kis Miklós grúz betűi, Magyar Könyvszemle, 1980
- Haiman György, Nicholas Kis, a Hungarian punch-cutter and printer, 1983
- Haiman György, Ballér Piroska, „Megegyeztetvén a három kollégiumokat...”, Magyar Könyvszemle, 1983
- Beke György: Boltívek teherbírása. Barangolások Máramaros és Szatmár megyében. 1983. 31-32.
- Haiman György, Nicholas Kis and the designer of Enschedé’s Greek without ligature, Quaerendo, Amszterdam, 1983
- Haiman György, Nikolaus Kis und die „Original-Janson-Antiqua”, Philobiblon, Stuttgart, 1985
- Tótfalusi Kis Miklós. Az Amszterdami Biblia kiadásának háromszázadik évfordulója alkalmából megtartott konferencia. Debrecen, 1985. április 25-27. Előadások; szerk. Gomba Szabolcsné, Haiman György; KLTE Könyvtár, Debrecen, 1985
- Sipos Gábor, Tótfalusi Kis Miklós betűhagyatéka a kolozsvári református nyomdában, Magyar Könyvszemle, 1987
- Kovács Sándor Iván, A Tótfalusi-kurziválások és az elveszett „Valedictoria” részletei a „Mentség”-ben, Magyar Könyvszemle, 1987
- Molnár József: Tótfalusi Kis Miklós firenzei betűinek nyomában. Új Látóhatár, München 1989/4.
- Folyóiratot teremteni. Beszélgetés Molnár Józseffel. Lejegyezte Heim András. Korunk 1990/12.
- Winter Péter: 300 év után újra itthon. Jakó Zsigmond: A védőpajzsot köszönöm. Művelődés 1991/9.
- Haiman György: Nagy Sándor dolgairól. Haller János Hármas Istóriájának I. könyve, Kis Miklós legszebb kiadványának hasonmásával; Zrínyi Ny., Budapest, 1992
- Imerlisvili Vanó: Magyarok Grúziában és grúzok Magyarországon. Művelődés 1992/1.
- Hampel Polixénia, A halhatatlan betűk. Tótfalusi Kis Miklós élete, 1998
- Molnár József: Misztótfalusi Kis Miklós; bibliográfia összeáll. Zvara Edina; Balassi Kiadó–Európai Protestáns Szabadegyetem, Budapest–Berlin, 2000, ISBN 963-506-329-6
- Molnár József Károly: Misztótfalusi Kis Miklós bölcsőhelyének üzenete...; Mentor, Marosvásárhely, 2007
- Persovits József: Misztótfalusi Kis Miklós; Optima Téka, Budapest, 2009 (Nyomdász könyvtár)

### Internetes anyagok
- Tótfalusi Kis Miklós az ELTE honlapján
- Tótfalusi Typographyae – Az erdélyi féniks
- Tevan Andor: A könyv évezredes útja
- Magyar életrajzi lexikon
- Tonk István: Misztótfalusi Kis Miklós szerepe az európai betűkultúra kialakításában
- Szabó Tamás Péter: Misztótfalusi Kis Miklós és az amszterdami Biblia
- Misztótfalusi Kis Miklós emlékmúzeum
- Szakats mesterségnek könyvetskéje